# ミトロバテス
ミトロバテス（希：Μιτροβάτης、ラテン文字転記：Mitrobates、？-紀元前521年）は紀元前6世紀後半のダスキュレイオン（ヘレスポントス･フリュギア）の太守である。
キュロス2世治世の頃にミトロバテスはサルディス太守オロイテスを、お前は任地の目と鼻の先のサモス島でさえ征服できないのかと馬鹿にしたため、オロイテスはサモスの僭主ポリュクラテスを殺してサモスを征服した。その後、マゴスの治世が終わった頃（紀元前521年）の動乱に乗じてミトロバテスとその子クラナスペスはオロイテスによって殺された。

## 註
1. ↑  ヘロドトス, III. 120-125
2. ↑  ヘロドトス, III. 126